# Vitomil Zupan
Vitomil Zupan (18 de enero de 1914 - 14 de mayo de 1987) fue un escritor modernista esloveno. Sobrevivió al campo de concentración de Gonars durante la Segunda Guerra Mundial y debido a sus descripciones detalladas de sexo y violencia, fue apodado «el Hemingway esloveno» y comparado con Henry Miller. Su obra más conocida es Menuet za kitaro (Minué para guitarra, 1975), que describe los años que pasó con los partisanos eslovenos. En la Yugoslavia de Tito, fue condenado a 18 años en un juicio farsa y, tras su liberación en 1955, sus obras solo podían publicarse bajo su seudónimo Langus. Es considerado uno de los escritores eslovenos más importantes.